# Обстріли Білопільської міської громади
Обстріли Білопільської міської територіальної громади — серія обстрілів та авіаударів російськими військами території міста Білопілля та населених пунктів Білопільської міської громади Сумського району (колишнього Білопільського району) Сумської області в ході повномасштабного російського вторгнення в Україну.
Наказом Міністерства з питань реінтеграції тимчасово окупованих територій України територія громади з 24 травня 2022 року була внесена до оновленого переліку територій України, де тривають бойові дії, або які перебувають в окупації російських військ. Жителям громади, зареєстрованим як внутрішньо переміщені особи (ВПО), здійснюватимуться виплати.

## 2022

### 9 березня
У Білопіллі близько 21.30 відбувся ракетний обстріл. "Інформація щодо вчорашнього ракетного обстрілу: найголовніше, що жертв серед мирного населення немає. Вежа та ретранслятор, в результаті обстрілу та пожежі, на превеликий жаль, виведені з ладу", — зазначив Білопільський міський голова Юрій Зарко..

### 23 квітня
Вночі з 22 на 23 квітня російські військові, за даними генштабу ЗСУ, задіяли безпілотник з району населеного пункту Глушкове. Так вони уточнювали положення українських військ на сумському напрямку.
О 15:30 23 квітня з боку митного пункту пропуску «Тьоткіно» на кордоні з Російською Федерацією здійснено артилерійський обстріл прикордонного села Атинське Білопільської громади. Було зафіксовано 5 прильотів мін 82-го калібру, також були постріли і влучання із КПВТ — крупнокаліберного кулемета Володимирова, який знаходиться на бронетранспортерах в Російській Федерації. Перший приліт російської міни — в сад інтернату. Після неї персонал та підопічні інтернату встигли спуститися. Від наступної міни, що впала біля їдальні, залишилася воронка. Як наслідок, у психоневрологічному інтернаті були вибиті всі вікна та двері. Осколки міни прошили стіни, шафки у коридорі, пройшли крізь наступні дерев'яні двері та застрягли десь у стелі. Жертв немає.
26 квітня прокуратура повідомила, що за фактом обстрілу Атинського психоневрологічного інтернату, розпочато досудове розслідування. За інформацією правоохоронців, військовослужбовці збройних сил РФ, застосовували засоби ведення війни, які заборонені міжнародним правом.

### 25 квітня
Військовослужбовці ЗСУ разом з прикордонниками під час спільного патрулювання увечері 25 квітня 2022 року почули 7 пострілів, найімовірніше, з міномета, які розірвалися біля села Гиріне Сумського району. Внаслідок вказаних обстрілів постраждалих серед військовослужбовців немає.

### 26 квітня
26 квітня за словами глави сумської ОВА Дмитра Живицького, практично вся лінія українсько-російського державного кордону обстрілюється з тяжкої артилерії та мінометів. Російські провокації останнім часом відбуваються все частіше… від Бачівська до Білопілля. …Але ми готові дати відсіч у разі погіршення ситуації, — підкреслив він у відеозверненні.

### 10 травня
У ніч з 9 на 10 травня російські військові, за оперативною інформацією Генштабу ЗСУ, здійснили обстріли району прикордонних населених пунктів громади із застосуванням реактивних систем залпового вогню для забезпечення посиленої охорони ділянки українсько-російського кордону в Брянській і Курській областях РФ.
10 травня близько 14.00 з території РФ військові відкрили вогонь з реактивних систем залпового вогню в сторону Білопільської громади, повідомив голова Сумської обласної військової адміністрації Дмитро Живицький. Було зафіксовано близько 30 влучань. Після обстрілів зайнялася суха рослинність. Станом на 16.30 пожежу загасили. Втрат серед людей та пошкоджень інфраструктури не було.

### 12 травня
З 5:45 до опів на сьому ранку 12 травня з селища Тьоткіно Глушковського району Курської області Росії було зафіксовано близько 20 влучань із важкої артилерії (орієнтовно з самохідної артилерійської установки (САУ)) по території села Нові Вирки Білопільської громади. За інформацією Державної прикордонної служби, снаряди розірвалися на відстані близько 6 кілометрів від кордону. Від російських обстрілів, повідомив голова Сумської ОВА Дмитро Живицький, загинув 67-річний місцевий житель Микола Міськов. Осколками зрізало яблуню, біля якої впала міна, іншу також посікло. Господаря цієї садиби російський обстріл застав зненацька, коли пенсіонер порався у саду..
Пізніше, за процесуального керівництва Сумської окружної прокуратури розпочато досудове розслідування за фактом порушення законів та звичаїв війни, поєднаного з умисним вбивством (ч. 2 ст. 438 КК України). Досудове розслідування здійснюється відділенням поліції № 1 (м. Білопілля) Сумського районного управління поліції Головного управління Нацполіції в Сумській області.

### 18 травня
Надвечір (близько 22 години) з території РФ працювали САУ по Білопільщині. Після невеликої перерви розпочався новий артобстріл Білопільської міської громади. Масований обстріл з артилерії та стрілкової зброї тривав майже півгодини. Втрат і постраждалих людей не було.

### 19 травня
19 травня близько 4.30 ранку військові з території РФ обстріляли с. Старі Вирки Сумського району. Сумська обласна прокуратура повідомила, що розпочато досудове розслідування. За даними прокуратури, російські військові застосували засоби ведення війни, які заборонені міжнародним правом. У результаті обстрілу пошкоджено будинок та господарські споруди. Досудове розслідування здійснюється відділенням поліції №1 (м. Білопілля) Сумського районного управління поліції Головного управління Нацполіції в Сумській області.

### 20 травня
За інформацією Генерального штабу ЗСУ у ніч з 19 на 20 березня російські війська другий день підряд обстріляли село Старі Вирки у Сумській області з артилерії та мінометів.

### 21 травня
Близько 9 години ранку російські військові зі своєї території здійснили артобстріл територій Білопільської громади, - повідомив голова Сумської ОВА Дмитро Живицький.

### 23 травня
У ніч з 22 на 23 травня російські військові обстріляли Білопільську міську громаду: були ракетні удари, обстріли із САУ, а також авіаудар. За інформацією голови Сумської ОВА Дмитра Живицького було пошкоджено 11 приватних будинків цивільних жителів міста по вулиці Низовій. Людських жертв не було. Обстріляли територію Гуринівського старостату та безпосередньо місто Білопілля, - повідомив міський голова Білопілля Юрій Зарко. - Дві ракети влучили у середмістя, три – по околицях. За інформацією Оперативного командування "Північ", зафіксовано було 2 ракети, ймовірно класу "повітря-поверхня" Х-31, випущених з літака, по території Білопілля. Втрат особового складу та техніки не було. Державна прикордонна служба України також підтвердила, що ракетний удар завдали із літака. Вночі по Сумській області 5 разів оголошували повітряну тривогу.
Удень 23 травня рятувальники ДСНС почали розбирати зруйновані будинки та господарчі споруди у Білопіллі. Також відновлено доступу до тих помешкань, вхід до яких був заблокований уламками. Воронки від вирв були 10 метрів в діаметрі і півтора метра завглибки. Було пошкоджено понад 40 багатоповерхових будинків: вибиті шибки, поламані вікна. За фактом обстрілу Білопільської громади розпочато кримінальне провадження, повідомила Сумська обласна прокуратура. У поліції відкрили кримінальне провадження. Поки тривають слідчі дії.

### 27 травня
Військові ЗС РФ у ніч з 26 на 27 травня вели обстріл зі своєї території через кордон, повідомив голови Сумської ОВА Дмитро Живицький. Із САУ вони обстріляли околиці села Старі Вирки Білопільської громади Сумського району. Постраждалих не було.

### 30 травня
У ніч з 29 на 30 травня, за інформацією голови Сумської ОВА Дмитра Живицького, війська РФ 10 разів обстріляли із САУ по території Білопільської громади Сумського району. Вогонь вели з території РФ.

### 31 травня
Близько півночі у ніч з 30 на 31 травня, за інформацією голови Сумської ОВА Дмитра Живицького, військові РФ обстріляли Білопільську громаду із САУ.

### 1 червня
Росіяни з 00.30 по 2 години ночі 1 червня, за інформацією Генштабу ЗСУ, завдали ракетного авіаційного удару із літаків Су-35 по Білопіллю Сумської області.

### 12 червня
Ближче до 14 години ворог здійснив по території Білопільської громади три удари.

### 15 червня
Після 14 години тривали поодинокі постріли по Білопільській громаді.

### 20 червня
Після 18:30 було здійснено 23 мінометні постріли з боку Росії по Білопільській громаді. Жертв чи руйнувань не було, повідомив голова Сумської ОВА Дмитро Живицький. Напередодні голова Білопільської міської ради Юрій Зарко повідомив, що російські військові дистанційно мінували територію Білопільської громади. Це — міни ПТМ-3 та ПТМ-4. Вони реагують на зміну електромагнітного поля, зазначив він.

### 22 червня
Близько 9 ранку зі сторони Росії був обстріл Білопільської громади. Росіяни обстріляли села Старі Вирки та Атинське, повідомив голова Сумської ОВА Дмитро Живицький. Знову ЗС РФ пошкодила приміщення Атинського психоневрологічного інтернату, місцеву ферму, водонапірну башню. Потрощена сільськогосподарська техніка, поранено дві тварини.

### 26 червня
Протягом дня російські військові обстріляли територію Білопільської громади. "Вели вогонь зі ствольної та реактивної артилерії. Випускали некеровані ракети з гелікоптерів. Загалом, за сьогодні росіяни випустили понад 150 снарядів та мін", – повідомив Дмитро Живицький.

### 27 червня
Вдень військові ЗС РФ вели обстріли території громади зі стрілецької зброї та мінометів. Після 22 години вечора військові РФ відкрили вогонь по Білопільській громаді, повідомив голова Сумської ОВА Дмитро Живицький.

### 29 червня
Близько 10 години ранку, за інформацією голови Сумської ОВА Дмитра Живицького, військові РФ спробували обстріляти Білопільську громаду з безпілотника. Українські захисники його знищили. Також у Східному регіональному управлінні ДПСУ повідомили про збиття російського ударного дрона. Помітивши наближення ворожого коптера, прикордонний наряд відкрив прицільний вогонь зі всієї стрілецької зброї, що в них була – і автомати, і СВД, і кулемети. Прикордонники вважали, що дрон мав ціль скинути на захисників України потужний вибуховий пристрій. Про це свідчить вирва більше півтора метра діаметром, яка залишилася на місці падіння безпілотника. Від самого коптера майже нічого не залишилося. Близько 18:30 почалася перестрілка з росіянами на прикордонні — одна людина поранена.

### 30 червня
Опівдні росіяни обстріляли територію Білопільської громади: було 20 мінометних пострілів, повідомили в Сумській обласній військовій адміністрації.

### 1 липня
У ніч з 30 червня на 1 липня військові ЗС РФ, за інформацією Генштабу ЗСУ, здійснили артилерійські обстріли в районі села Атинське Білопільської міської громади
Близько 13:30 росіяни вдруге обстріляли територію громади: було близько 50 влучань із САУ, імовірно калібром 122 мм зі сторони Росії. Жертв та руйнувань попередньо не було, повідомили кореспонденти Суспільного. Вирви від влучань досягали близько метра в діаметрі, глибиною приблизно пів метра.

### 2 липня
За інформаціє Генерального штабу ЗСУ російські війська обстріляли Білопілля.

### 3 липня
Близько 12:30 дня у напрямку м. Білопілля з території рф було 10 влучань із САУ, після цього – ще вогонь із міномету повідомив голова Сумської ОВА Дмитро Живицький. Вдруге за день: після 20 години вечора військові ЗС РФ почали гатити з мінометів по території та приміщенням Атинського психоневрологічного інтернату. За півгодини – накрили з артилерії. Спалахнула пожежа у їдальні закладу, було зруйнований адмінкорпус та гуртожиток. Внаслідок обстрілу військовим РФ постраждали троє людей. Пацієнтів закладу доставили до лікарні. Про це ввечері 3 липня повідомив голова Сумської ОВА Дмитро Живицький. Зранку 4 липня пацієнтів Атинського психоневрологічного інтернату автобусами евакуйовували до іншого закладу. За словами директора інтернату Олега Терещенка, троє людей отримали легкі поранення, внаслідок обстрілів російськими військовими. Їм надали медичну допомогу.

### 4 липня
Близько 22:50 вечора 4 липня з території Росії вівся мінометний обстріл Білопільської громади. Також по одному із сіл громади росіяни запускали ракети і з безпілотника скинули гранату. Щонайменше двоє людей поранені.

### 5 липня
У ніч з 4 на 5 липня росіяни обстріляли території громади з мінометів та САУ, повідомив голова Сумської ОВА Дмитро Живицький. З 8 ранку було ще сім мінометних влучань по Білопільській громаді.

### 6 липня
Протягом 6 липня військові Росії кілька разів обстрілювали територію громади, повідомило оперативно-тактичне угруповання "Суми". Ворогом вівся мінометний вогонь, росіяни стріляли ракетами з БМ21 та скидали вибухові пристроїв з безпілотників. Також зі сторони Росії обстріляли село Іскрисківщина Білопільської громади. Було вибито шибки в адмінбудівлі старостату, вибито шибки та посічено осколками фасад філії Ліцею залізничного транспорту, пробито цегляну стіну приватного будинку.

### 7 липня
Після 21 години вечора росіяни провели артобстріл зі ствольної артилерії село Іскрисківщина Білопільської громади. Було зафіксовано 8 влучань, повідомив голова Сумської ОВА Дмитро Живицький. Також за інформацією Поліції Сумської області обстріл здійснювався з САУ та АГС. За даними фактами слідчі відкрили кримінальні провадження за ст. 438 Кримінального кодексу України «Порушення законів та звичаїв війни». Пізно ввечері, з російського населеного пункту Тьоткіно ствольна артилерія ЗС РФ здійснила близько десятка пострілів по території Білопільської громади, повідомили в Державній прикордонній службі України.

### 9 липня
Вранці 9 липня російський гелікоптер випустив дві ракети по Білопільській громаді, повідомили у Сумській обласній військовій адміністрації. Постраждалих та руйнувань не було.

### 10 липня
Армія РФ, за інформацією Генерального штабу ЗСУ, застосовувала ствольну та реактивну артилерію для обстрілів району села Волфине.

### 12 липня
Росіяни зі своєї території обстрілювали територію села Волфине. Травмованих людей не було, але були руйнування цивільної будівлі, повідомили у Сумській обласній військовій адміністрації.

### 15 липня
Близько чотирнадцятої години було зафіксовано 8 влучань зі ствольної артилерії по території Білопільської міської громади. Близько шістнадцятої ворог застосував вісім разів міномети. У результаті обстрілів троє людей були поранені.

### 16 липня
За інформацією голови Сумської ОВА Дмитра Живицького о 13 годині обстріляли  околиці міста Білопілля зі ствольної артилерії. Також цю інформацію підтвердили в ДПСУ та в Нацполіції Сумщини. За даними фактами у поліції відкрито кримінальні провадження за ст. 110 "Посягання на територіальну цілісність і недоторканність України" та ст. 438 "Порушення законів та звичаїв війни" Кримінального кодексу України.

### 17 липня
Близько двадцятої тридцять розпочався мінометний обстріл Білопільської громади: зафіксовано 25 пострілів. Обстріл вівся з російського населеного пункту Тьоткіно. За інформацією голови Сумської ОВА Дмитра Живицького були пошкоджені будівлі Атинського психоневрологічного інтернату, а також водонапірна вежа та господарські будівлі місцевого підприємства. Цю інформацію також підтвердили в Нацполіції Сумської області. Обійшлося без жертв.

### 18 липня
Російські військові близько 13.30 18 липня з градів обстріляли місто Білопілля. Одна людина — водій авто — у тяжкому стані. Пораненого доправили до Сумської обласної лікарні. Усього постраждали близько 20 будинків. Таку інформацію кореспондентам Суспільного надав Білопільський міський голова Юрій Зарко. За інформацією голови Сумської обласної військової адміністрації Дмитра Живицького внаслідок обстрілів Білопілля поранені двоє людей. 40 снарядів пошкодили 16 приватних будинків, господарчі споруди та транспорт.

### 19 липня
Територію громади вдень обстріляли з прикордонних територій з різних видів озброєння. Постраждалих не було.

### 20 липня
О 12.30 розпочався мінометний обстріл Білопільської громади. Ближче до 14.00 — військові ЗС РФ здійснили ще 8 мінометних влучань. Майже о 21 годині вечора — ще 10 ракет. Водночас був обстріл з "Градів" по території громади, повідомив Дмитро Живицький, голова Сумської ОВА.

### 21 липня
Артилерійські обстріли почалися після 14 години з мінометних та самохідних артилерійських установок. Тривали вони до 15:30, - повідомив голова Сумської ОВА Дмитро Живицький.

### 23 липня
Ворог із застосуванням автоматичного гранатомета АГС-17 обстріляв територію громади. Застосувавши САУ ворог наніс вогневе ураження по територіях Білопільської та Краснопільської громад.
Згодом противник знову завдав удару по Білопіллю з артилерії. Під вогнем противника опинилося сільськогосподарське підприємство. Там загинула цивільна особа.

### 29 листопада
Російськими обстрілами були пошкоджені електролінії у Ямпільській, Глухівській, Краснопільській та Білопільській громадах.

## 2023

### 4 лютого
З 22 годин 12 хвилин був обстріл громади з АГС − 30 прильотів.

### 23 лютого
▪️Білопільська громада протягом дня обстрілювалась з мінометів − 22 прильоти та гранатометів − 40 прильотів.

### 25 лютого
По обіді росіяни обстріляли з мінометів три населені пункти громади. Усього на територію громади ворог скинув 14 мін.

### 3 березня
Білопільська громада: з території РФ був танковий обстріл − 1 прильот. Також зафіксовано мінометні обстріли − 12 прильотів, 16 прильотів зі ствольної артилерії, 8 прильотів із САУ.

### 7 березня
У Білопільській громаді зафіксовано обстріл з мінометів (2 вибухи), АГС (29 вибухів) та артилерії (23 вибухи).

### 20 березня
Білопільська громада перебувала під обстрілом практично протягом усього дня. росіяни гатили із САУ (сім вибухів), зафіксовано артилерійський обстріл (десять «прильотів»), обстріл зі ствольної артилерії (шість ударів) та мінометів (26 «прильотів»).

### 21 березня
По території громади росіяни били з мінометів (13 пострілів) та гранатометів АГС-17 (89 пострілів). Також ворог скинув з безпілотника вибуховий пристрій типу ВОГ.

### 25 березня
По громаді здійснено гранатометний обстріл з АГС (29 пострілів) та артилерійський обстріл з САУ (5 прильотів).

### 22 квітня
По території Білопільської громади військові РФ били з мінометів: зафіксовано 32 влучання та одне влучання з артилерії..

### 29 липня
Білопільська громада: двома ворожими гелікоптерами здійснено пуски ракет типу НАР   (7 вибухів),  мінометний обстріл (7 вибухів).

### 3 вересня
Один приватний будинок та господарську споруду пошкоджено внаслідок артилерійського обстрілу (7 вибухів) Білопільської громади. Крім цього, росіяни здійснили мінометний обстріл по громаді (2 вибухи).

### 13 вересня
Російських обстрілів зазнали Великописарівська, Есманська, Краснопільська, Юнаківська, Миколаївська. Хотінська, Середино-Будська, Новослобідська та Білопільська громади Сумської області.

### 17 вересня
З вертольотів, артилерії та мінометів із території РФ були обстріляні Краснопільська, Новослобідська, Білопільська, Хотинська, Юнаківська та Зноб-Новгородська громади Сумської області

### 11 жовтня
По Білопільській громаді завдавали ударів із міномету, гранатомету, РСЗВ та артилерії.

### 22 листопада
"Протягом дня зафіксовано 17 обстрілів прикордонних територій та населених пунктів Сумської області. Зафіксовано 54 вибухи. Обстрілу зазнали Краснопільська, Юнаківська, Великописарівська, Білопільська, Новослобідська, Путивльська, Глухівська, Шалигинська, Знобсько-Новгородська, Есманська, Середино-Будська громади", - зазначається в повідомленні Сумської ОВА. Зокрема, росіяни обстріляли з мінометів громади: Краснопільську (5 вибухів), Есманську (18 вибухів), Середино-Будську (3 вибухи), Глухівську (1 вибух), Шалигинську (1 вибух), Новослобідську (1 вибух), Путивльську (6 мін), Зноб-Новгородську (5 вибухів).

### 23 листопада
З різних видів станкових гранатометів війська РФ обстріляли Білопільську громаду(20 вибухів). Агресор застосував скидання вибухових зарядів з БПЛА по Юнаківській (4 вибухи), Великописарівській (2 вибухи), Білопільській (1 вибух) громадам.

### 25 листопада
По Білопільській громаді окупанти били з гранатомета АГС/СПГ/РПГ (11 вибухів), артилерії (2 вибухи), РСЗВ (3 вибухи) і мінометів (5 вибухів).

### 2 грудня
За даними Сумської ОВА, росіяни обстріляли з мінометів громади: Великописарівську (22 вибухи), Краснопільську (14 вибухів), Середино-Будську (13 вибухів), Білопільську (11 вибухів), Есманську (6 вибухів).

### 06 грудня
Новослобідську, Хотінську, Білопільську, Есманську та Зноб-Новгородську громади росіяни обстріляли з мінометів.

### 07 грудня
У Білопільській громаді було зафіксовано мінометний обстріл (9 вибухів), а також обстріл за допомогою FPV-дрона (5 вибухів).

## 2024

### 18 січня
Вночі росіяни здійснили обстріли прикордонних територій та населених пунктів Сумської області. У Білопільській громаді здійснено гранатометний обстріл з СПГ(5 вибухів).

### 19 січня
Російських обстрілів зазнали Хотінська, Миропільська, Краснопільська та Білопільська громади. По Білопільській громаді росіяни вдарили зі ствольної артилерії та мінометів.

### 22 січня
По Білопільській громаді було влучання дрона типу "FPV" (3 вибухи), обстріли з мінометів (12 вибухів) та артилерії (24 вибухи).

### 30 січня
У ️Білопільській здійснено обстріл БПЛА ("дрон-камікадзе") (4 вибухи), обстріл із мінометів (14 вибухів), артилерії (14 вибухів) і стрілецької зброї.

### 19 лютого
По Білопільській громаді ворог бив з артилерії (27 вибухів), гранатомета (СПГ) (3 вибухи), мінометів (8 вибухів). Також сталася атака ворожого FPV-дрона (1 вибух), обстріл із БМП (15 вибухів) і танка (16 вибухів).

### 26 лютого
По Білопільській громаді здійснено мінометні обстріли (23 вибухи) та артилерійські обстріли (13 вибухів). Внаслідок обстрілу один місцевий житель загинув, ще один поранений, його ушпиталили. Також зруйновано 4 приватні житлові будинки, пошкоджено гараж, трактор.

### 04 березня
4 вибухи дронами, артобстріл, мінометний обстріл.

### 10 березня
По території Білопільської громади росіяни вдарили FPV-дроном (1 вибух), а також завдали обстрілів з міномета (2 вибухи), АГС (15 вибухів) та артилерії (6 вибухів).

### 12 березня
Окупанти з артилерії обстріляли Великописарівську (19 вибухів), Краснопільську (3 вибухи) та Білопільську (3 вибухи) громади.

### 13 березня
У Білопільській громаді було здійснено обстріли з танка (8 вибухів), мінометів (19 вибухів), артилерії (27 вибухів), удар дроном-камікадзе типу FPV (1 вибух).

### 15 березня
В Білопільській громаді зафіксовані мінометні обстріли (32 вибухів), танковий обстріл (3 вибухи), артобстріли (9 вибухів) та атаку дроном-камікадзе типу "FPV" (2 вибухи).

### 16 березня
По Білопільській громаді росіяни вдарили з артилерії (22 вибухи), АГС (40 вибухів), мінометів (8 вибухів) та скинули з БПЛА 1 вибуховий пристрій (1 вибух). Також відбулися пуск КАБ із літака тактичної авіації (1 вибух), ракетний удар (1 вибух), танковий обстріл (10 вибухів).

### 17 березня
По території Білопільської громади війська РФ били з артилерії (8 вибухів) та мінометів (3 вибухи).

### 18 березня
Протягом дня росіяни здійснили 50 обстрілів прикордонних територій та населених пунктів Сумської області. Зафіксовано 214 вибухів. Обстрілу зазнали Миколаївська, Миропільська, Юнаківська, Хотінська, Білопільська, Краснопільська, Великописарівська, Конотопська, Шалигинська, Есманська, Середино-Будська громади", - зазначено в повідомленні Сумської ОВА. Війська РФ здійснювали обстріли з артилерії, мінометів, авіації, танків і дронів-камікадзе типу "FPV".

### 19 березня
По Білопільській громаді було здійснено авіаудар ФАБ МПК (1 вибух) та обстріли з міномета (4 вибухи).

### 20 березня
Згідно зі звітом ОВА місцевий житель постраждав під час артилерійського обстрілу. Зазначається, що окрім артилерії в середу Білопілля атакували з мінометів, гранатомета СПГ-9 та дронів-камікадзе типу "FPV".

### 22 березня
У Білопільській громаді зафіксовано обстріли з танка (2 вибухи), гранатомета СПГ (5 вибухів), артилерії (18 вибухів), РСЗВ (10 вибухів), обстріл дроном-камікадзе типу "FPV" (5 вибухів). Із застосуванням тактичної авіації здійснено авіаудар УАБ (2 вибухи), а також удар НАР (10 вибухів), унаслідок авіаударів поранено 1 цивільну особу.

### 23 березня
Білопільську громаду окупанти обстріляли з ПТУР (2 вибухи).

### 24 березня
По ️Білопільській громаді росіяни завдали авіаударів НАР (8 вибухів) і КАБ (3 вибухи) та вдарили з артилерії (8 вибухів).

### 25 березня
У Білопільській громаді було зафіксовано обстріл БпЛА (FPV-дрон) (3 вибухи), ракетний обстріл із вертольота НАР (2 вибухи).

### 26 березня
За даними Сумської ОВА, по Білопільській громаді було здійснено авіаційний обстріл із пусками керованих авіаційних бомб (КАБ) із літака тактичної авіації (3 вибухи). Внаслідок обстрілу пошкоджено міський Центр дитячої та юнацької творчості та близько 20 приватних будинків. Пожежу, що виникла, оперативно ліквідовано.
Білопільська громада: ворог наніс ракетний обстріл з гелікоптера НАР (13 вибухів) та здійснив танкові обстріли (12 вибухів).

### 27 березня
Білопільська громада: зафіксовано скидання з БпЛА вибухового пристрою (ВОГ) (1 вибух), гранатометний обстріл (РПГ) (2 вибухи), гранатометний обстріл (АГС) (20 вибухів), артобстріл (5 вибухів).

### 28 березня
По Білопільській громаді ворог бив з артилерії (33 вибухи), гранатометів АГС (15 вибухів), мінометів (8 вибухів).

### 29 березня
На територію ️Білопільської громади росіяни скинули 2 міни.

### 30 березня
Білопільська громада: здійснено пуски некерованих авіаційних ракет з гелікоптера (НАР) (10 вибухів), скидання з БпЛА вибухового пристрою (ВОГ) (2 вибухи), гранатометний обстріл (АГС) (10 вибухів), артобстріл (2 вибухи).

### 31 березня
Білопільська громада: зафіксовано обстріл БпЛА (FPV-дрон). (1 вибух).

### 02 квітня
По Білопільській громаді нанесено авіаудар з гелікоптера пуск НАР (8 вибухів). Зафіксовано обстріл FPV дроном (1 вибух).

### 04 квітня
По громаді здійснено обстріл FPV дроном (2 вибухи), обстріл FPV дроном скидання ВОГ (3 вибухи), авіаудар ракети НАР (10 вибухів).

### 05 квітня
Здійснено гранатометний обстріл (2 вибухи), артобстріл (3 вибухи), скидання ВОГ з БПЛА (4 вибухи), обстріл FPV дроном камікадзе (1 вибух).

### 6 квітня
Росіяни скинули на територію громади 4 міни.Також був артобстріл (7 вибухів).

### 7 квітня
Внаслідок сьогоднішніх обстрілів Білопільської громади є руйнування. Про це повідомив очільник громади Юрій Зарко. Ворог поцілив у житловий будинок. Згодом пожежа перекинулася на об‘єкт цивільної інфраструктури. Зафіксовано атаки FPV дрона камікадзе (4 вибухи), обстріли з РСЗВ (6 вибухів), артилерії (15 вибухів), гранатометів (8 вибухів).

### 8 квітня
Ворог наніс авіаційний удар КАБами по центру м. Білопілля. Попередньо, є поранені, повідомляє Сумська ОВА. Наслідки уточнюються. О 15:30 ворог завдав три удари авіаційними бомбами по центральній частині м. Білопілля Сумського району. Унаслідок атаки ворога загинула жінка, іще 2 осіб отримали поранення. Пошкоджено об’єкти цивільної інфраструктури та транспортні засоби. За процесуального керівництва Сумської обласної прокуратури проводиться досудове розслідування за фактом порушення законів та звичаїв війни, поєднані з умисними вбивством (ч. 2 ст. 438 КК України). У Білопільській громаді здійснено артилерійські обстріли (19 вибухів), обстріл FPV дроном скидання ВОГ (1 вибух) та здійснено авіаційний удар (4 вибухи). Поранено 3 жителі громади (одна з яких у важкому стані). Також зазнали заклади торгівлі, міська рада, знищено автотранспортні засоби.

### 9 квітня
Ворог бив по території громади з артилерії (5 вибухів) та мінометів (4 вибухи). Також здійснив обстріл FPV дроном скидання ВОГ (1 вибух).

### 10 квітня
В Білопільській громаді зафіксовано мінометний обстріл (10 вибухів), артилерійські обстріли (23 вибухів).

### 11 квітня
Ворог бив з артилерії (27 вибухів) та мінометів (4 вибухи).

### 13 квітня
З гелікоптера здійснено пуски ракет НАР (16 вибухів), зафіксовано артобстріл (10 вибухів).

### 14 квітня
Ворог бив по території громади з артилерії (9 вибухів) та мінометів (11 вибухів).

### 16 квітня
З території РФ здійснено обстріл громади зі стрілецької зброї, мінометів (20 вибухів), АГС (35 вибухів), артилерії (16 вибухів), обстріл FPV- дроном (1 вибух).

### 17 квітня
Російські війська з РСЗВ  здійснили обстріл Білопілля. Внаслідок обстрілу пошкоджено багатоквартирні та приватні житлові будинки, автомобілі. Також пошкоджено газопровід, та лінію електропередач. Без електропостачання залишилось 746 абонентів, повідомляє Сумська ОВА. Попередньо, зазнав осколкових поранень один чоловік. Одну людину з пошкодженого житла переміщено у пункт незламності.

### 18 квітня
З території рф здійснено обстріли зі ствольної артилерії (8 вибухів). Одна людина отримала поранення. Також були удари дронами–камікадзе типу «FPV» (3 вибухи), пуски ракет з гелікоптера (НАР) (7 вибухів), обстріли з АГС (21 вибух) та СПГ (7 вибухів), мінометні обстріли (22 вибухи).

### 19 квітня
У Білопільській громаді здійснено скидання ВОГ  з БпЛА (1 вибух), авіаудар з гелікоптера НАР (8 вибухів), артобстріли (10 вибухів). Внаслідок артобстрілу поранено чотири цивільних осіб.

### 20 квітня
38 мін скинули росіяни на територію громади. Також був артобстріл (6 вибухів).

### 21 квітня
Найбільша кількість обстрілів із різних видів зброї була в таких громадах: Білопільській (44 вибухи), Есманьській (28 вибухів), Середино-Будській (28), Миколаївській (24 вибухи).

### 23 квітня
Близько 17:00 російські війська атакували з “Градів” житловий квартал у центрі міста Білопілля. Про це повідомив голова громади. “Відомо про 6 влучань по центру міста. Ударили з РСЗВ “Град”, — розповів Юрій Зарко. Також пошкоджені будинки місцевих жителів. Також росіяни вдарили з мінометів (11 вибухів). На території власного домоволодіння уламками поранено 45-річного чоловіка. Пошкоджено щонайменше 20 приватних будинків та газопровід. Прокурори у взаємодії з іншими правоохоронцями фіксують наслідки обстрілу. Матеріали кримінального провадження в подальшому будуть передані УСБУ в Сумській області.

### 25 квітня
Білопільську громаду окупант обстріляв із мінометів (19 вибухів), АГС (гранатомета) (25 вибухів), скинули два ВОГи з БПЛА, та запустили один FPV-дрон на ОТГ.

### 26 квітня
По терені громади здійснено обстріли з артилерії (4 вибухи), гранатомету (10 вибухів), мінометів (4 вибухи), РСЗВ (4 вибухи). Внаслідок обстрілу загинули 2 місцеві мешканки. Отримали поранення 4 людини. Також з ворожого гелікоптера здійснено пуск ракет типу «НАР» (10 вибухів).

### 28 квітня
З території рф з ворожого БпЛА здійснено скидання боєприпасу (3 вибухи) та артобстріл (4 вибухи).

### 30 квітня
Ворог бив по терені громади з АГС (30 вибухів), міномету (23 вибухів), ствольної артилерії (8 вибухів), РСЗВ (3 вибухи) та скинув з БПЛА боєприпаси ВОГ (5 вибухів).

### 1 травня
Ворог бив з мінометів (19 вибухів) та артилерії (10 вибухів). Також була атака FPV-дрону (1 вибух).

### 4 травня
Білопільська громада: росіяни вдарили зі ствольної артилерії (4 вибухи) та здійснили атаку FPV-дрона (1 вибух).

### 5 травня
Здійснено обстріл з мінометів (4 вибухи).

### 8 травня
росіяни здійснили 3 обстріли прикордонних територій та населених пунктів Сумської області. Зафіксовано 12 вибухів з мінометів. Обстрілів зазнали Білопільська (4 вибухи) та Есманьська (8 вибухів) громади. Зафіксовано атаки FPV дронів (2 вибухи), артобстріли (9 вибухів), мінометні обстріли (8 вибухів).

### 9 травня
Білопільська громада: ворог вдарив з мінометів (18 вибухів), РСЗВ (6 вибухів), артилерії (18 вибухів), FPV дронами (2 вибухи), наніс авіаудари КАБ (3 вибухи).

### 10 травня
Були обстріли з артилерії 1 вибух) та міномету (16 вибухів).

### 11 травня
Здійснено удар FPV дроном (1 вибух), обстріли з мінометів (3 вибухи), артилерії (10 вибухів).

### 12 травня
Ворог бив з мінометів (52 вибухи) та наніс удар FPV дроном (1 вибух).

### 13 травня
Ворог бив з мінометів (27 вибухів), обстріл зі ствольної артилерії (15 вибухів).

### 14 травня
Був обстріл зі ствольної артилерії ( 8 вибухів).

### 15 травня
Ворог вдарив по громаді зі ствольної артилерії (26 вибухів), РСЗВ (10 вибухів) та мінометів (4 вибухи).

### 16 травня
"Протягом дня росіяни здійснили 32 обстріли прикордонних територій та населених пунктів Сумської області. Зафіксовано 166 вибухів. Обстрілу зазнали Білопільська, Краснопільська, Великописарівська, Новослобідська, Глухівська, Есманська, Шалигинська, Дружбівська, Середино-Будська, Зноб-Новгородська громади", - ідеться в повідомленні Сумської ОВА.

### 17 травня
ворог бив по громаді з мінометів (4 вибухи). Також відбулися скидання з БпЛА вибухових пристроїв типу ВОГ (10 вибухів), обстріли з АГС (14 вибухів) та СПГ (6 вибухів).

### 18 травня
"Протягом дня росіяни здійснили 46 обстрілів прикордонних територій та населених пунктів Сумської області. Зафіксовано 284 вибухи. Обстрілу зазнали Миколаївська, Хотінська, Юнаківська, Білопільська, Краснопільська, Великописарівська, Новослобідська, Есманьська, Шалигинська, Середино-Будська громади", - йдеться в повідомленні Сумської обласної військової адміністрації.

### 19 травня
"Уночі та вранці росіяни здійснили 9 обстрілів прикордонних територій та населених пунктів Сумської області. Зафіксовано 21 вибух. Обстрілу зазнали Хотінська, Юнаківська, Білопільська, Краснопільська, Есманьська та Серединно-Будська громади", - йдеться в повідомленні  Сумської обласної військової адміністрації.

### 20 травня
Протягом дня російські війська здійснили 48 обстріли прикордонних територій та населених пунктів Сумської області. Зафіксовано 243 вибухи. Обстрілів зазнали Садівська, Миколаївська, Хотінська, Юнаківська, Білопільська, Краснопільська, Миропільська, Великописарівська, Путивльська, Есманьська, Шалигинська, Середино-Будська, Свеська, Зноб-Новгородська громади, повідомляє Сумської обласна військова адміністрація.

### 21 травня
Зафіксовано обстріл з мінометів (9 вибухів), артилерії (9 вибухів), скидання боєприпасів ВОГ з БПЛА (3 вибухи), обстріл за допомогою дрону типу «FPV» (2 вибухи).

### 22 травня
Здійснено скидання боєприпасів ВОГ з БПЛА (2 вибухи).

### 23 травня
По громаді зафіксовано артобстріли (10 вибухів), скидання боєприпасів ВОГ з БПЛА (4 вибухи).

### 24 травня
По громаді завдано удару FPV дроном (3 вибухи), артилерійські обстріли (12 вибухів) та здійснено скидання боєприпасів ВОГ з БПЛА (3 вибухи).

### 25 травня
Ворог вдарив по громаді з артилерії (24 вибухів) та мінометів (11 вибухів) та атакував FPV дронами ( 2 вибухи).

### 26 травня
Здійснено артилерійські обстріли громади (21 вибухів), обстріл з РСЗВ «Град», мінометні обстріли (12 вибухів).

### 28 травня
Росіяни били по громаді з БпЛА (1 вибух) та з артилерії (6 вибухів).

### 30 травня
15 мін скинув ворог на територію громади та наніс артилерійські обстріли (8 вибухів).

### 1 червня
По громаді завдано удар з використанням БпЛА (FPV-дрон) (1 вибух), здійснено артилерійський обстріл (8 вибухів).

### 2 червня
росіяни завдали ударів з використанням БпЛА (FPV-дрон) (1 вибух), мінометів (13 вибухів), артилерії (7 вибухів) та скинули з БпЛА вибухові пристрої (3 вибухи).

### 3 червня
Зафіксовано артилерійські обстріли (11 вибухів).

### 4 червня
Здійснено атаку FPV дроном (5 вибухів), мінометні (5 вибухів), артилерійські ( 5 вибухів) обстріли та зафіксовано скидання ВОГ з БПЛА (3 вибухи).

### 5 червня
Ворог завдав артилерійські (11 вибухів), гранатометні (8 вибухів) обстріли та атаку FPV дронами (2 вибухи).

### 6 червня
По громаді завдано мінометні (13 вибухів), артилерійські (7 вибухів) обстріли та атака FPV дроном (1 вибух).

### 7 червня
Здійснено артилерійські обстріли громади (5 вибухів).

### 8 червня
По громаді завдано мінометні (2 вибухи) та артилерійські (4 вибухи) обстріли.

### 10 червня
Зафіксовано удар дроном-камікадзе типу «FPV».

### 11 червня
"Протягом дня росіяни здійснили 15 обстрілів прикордонних територій та населених пунктів Сумської області. Зафіксовано 39 вибухів. Обстріли зазнали Хотінська, Миропільська, Білопільська, Краснопільська, Великописарівська, Новослобідська, Шалигінська громади", - зазначається в повідомленні Сумської ОВА.

### 12 червня
"Протягом дня росіяни здійснили 14 обстрілів прикордонних територій і населених пунктів Сумської області. Зафіксовано 41 вибух. Обстрілів зазнали Хотінська, Білопільська, Краснопільська, Великописарівська, Новослобідська, Есманьська громади", - ідеться в повідомленні.Сумської ОВА.

### 15 червня
"Протягом дня росіяни здійснили 12 обстрілів прикордонних територій і населених пунктів Сумської області. Зафіксовано 25 вибухів. Обстрілів зазнали Юнаківська, Білопільська, Миропільська, Краснопільська, Великописарівська, Есманьська, Середино-Будська громади", - йдеться в повідомленні Сумської обласної військової адміністрації.

### 17 червня
8 мін скинули росіяни на територію громади. Також був обстріл з АГС (15 вибухів).

### 18 червня
По громаді був удар FPV-дрона (1 вибух).

### 19 червня
Здійснено скидання ВОГ з БпЛА (6 вибухів) та атаку FPV-дрона.

### 21 червня
Відбулося скидання ВОГ з БпЛА (1 вибух).

### 22 червня
Зафіксовано удари дронів-FPV (4 вибухи), скидання ВОГ з БпЛА (3 вибухи).

### 23 червня
Зафіксовано артилерійські обстріли громади (8 вибухів), скид ВОГ з БпЛА (5 вибухів).

### 24 червня
Ворог бив по грпомаді з артилерії (3 вибухи) та мінометів (3 вибухи).

### 25 червня
Ворог бив по громаді з артилерії (21 вибух).

### 26 червня
На територію громади  росіяни скинули 3 міни. 

### 27 червня
Здійснено скидання ВОГ з БпЛА (1 вибух).

### 28 червня
Зафіксовано обстріли з використанням FPV дронів (6 вибухів), артобстріли (16 вибухів).

### 29 червня
росіяни вдарили по громаді з артилерії (15 вибухів) та мінометів (4 вибухи).

### 1 липня
По громаді здійснено удари FPV дронами (5 вибухи), обстріли зі ствольної артилерії (1 вибух) та мінометів (2 вибухи).

### 2 липня
Ворог атакував громаду з РСЗВ (10 вибухів) та мінометів (9 вибухів).

### 3 липня
Росіяни били по громаді з артилерії (4 вибухи).

### 4 липня
Про громаді ворог бив з мінометів (5 вибухів) та атакував FPV дронами (2 вибухи).

### 5 липня
Ворог бив по громаді зі ствольної артилерії (20 вибухів), мінометів (1 вибух), наніс удари FPV дронами (6 вибухів), скинув з БпЛА боєприпаси (4 вибухи).

### 6 липня
По громаді були мінометні обстріли (5 вибухів), артобстріл (4 вибухи), удари FPV дронами (3 вибухи).

### 7 липня
Ворог бив по громаді зі ствольної артилерії (2 вибухи) та наніс удар 1 FPV дроном (1 вибух).

### 8 липня
Ворог бив по громаді з мінометів (11 вибухів) та скинув з БПЛА вибухові пристрої (2 вибухи).

### 9 липня
Відбулися скидання з БПЛА вибухових пристроїв (6 вибухів) та удар FPV- дроном (1 вибух).

### 10 липня
Ворожий гвинтокрил здійснив пуск ракет типу «НАР» (4 вибухи). Також відбулося скидання з БПЛА вибухових пристроїв (3 вибухи), мінометний обстріл (6 вибухів).

### 11 липня
По громаді здійснено удар 1 FPV-дроном (1 вибух).

### 12 липня
3 міни скинули росіяни на територію громади.

### 14 липня
З 17:00 год упродовж 30 хвилин, застосовуючи заборонені міжнародним правом методи ведення війни, ворог, за попередніми даними, з реактивної системи залпового вогню «Град» обстрілював житлові квартали м. Білопілля Сумського району. Унаслідок атаки окупантів два 54-річні цивільні чоловіки отримали поранення. Пошкоджено багатоповерхівку, приватні будинки, гаражні приміщення та лінію електропередач.
Прокурори у взаємодії з іншими правоохоронцями документують наслідки обстрілів. У подальшому матеріали кримінального провадження будуть передані до Управління Служби безпеки України в Сумській області. Зафіксовано удари FPV-дронами (3 вибухи), обстріл з СПГ (2 вибухи), обстріл з РСЗВ (10 вибухів).

### 15 липня
Здійснено обстріл громади з використанням 2 FPV-дронів (2 вибухи).

### 16 липня
Зафіксовано артилерійський обстріл (3 вибухи).

### 17 липня
Близько 15:00 год, застосовуючи заборонені міжнародним правом методи ведення війни, ворог безпілотником атакував цивільний автомобіль, який рухався по трасі “Білопілля-Путивль”.
Унаслідок атаки окупантів пасажирка зазначеної автівки отримала поранення. Прокурори у взаємодії з іншими правоохоронцями документують наслідки обстрілів. У подальшому матеріали кримінального провадження будуть передані до Управління Служби безпеки України в Сумській області. Зафіксовано 5 вибухів.

### 18 липня
Ворог бив по громаді з мінометів (5 вибухів) та наніс удар FPV-дрону (1 вибух), скидання з БпЛА 2 вибухових пристроїв (2 вибухи).

### 20 липня
Ворог бив з РСЗВ (30 вибухів). У результаті 1 цивільна особа отримала поранення. Близько 15:40 год, застосовуючи заборонені міжнародним правом методи ведення війни, ворог з реактивної системи залпового вогню ударив по місту – зафіксовано 20 приходів. Унаслідок обстрілу пошкоджено 2 багатоквартирних будинки, 6 приватних житлових будинків, 3 господарчі споруди, газопровід низького тиску, лінія електропередач. Прокурори у взаємодії з іншими правоохоронцями документують наслідки обстрілів.

### 21 липня
По громаді нанесено обстріли з використанням FPV-дронів (7 вибухів), обстріли з мінометів (4 вибухи). гранатометів (СПГ) (3 вибухи), артилерії (5 вибухів). Близько 16:40, застосовуючи заборонені міжнародним правом методи ведення війни, ворог атакував, за попередніми, FPV дроном комбайн, який збирав урожай на території Білопільської громади Сумського району. Унаслідок чого загинув 37-річний комбайнер, його 59-річний помічник отримав поранення.

### 22 липня
Ворог бив по громаді зі ствольної артилерії (4 вибухи) та мінометів (8 вибухів).

### 23 липня
По громаді завдано 1 удар FPV дроном (1 вибух), мінометний обстріл (5 вибухів), артобстріл (2 вибухи).

### 24 липня
Ворог завдав по громаді авіаудар 2 КАБами. Зафіксовано 2 вибухи.

### 25 липня
З території рф здійснено обстріл FPV дронами (8 вибухів), артилерійський обстріл (4 вибухи) та з ворожого БпЛА відбулося скидання боєприпасів типу «ВОГ» (3 вибухи).

### 26 липня
росіяни вдарили по громаді з артилерії (6 вибухів).

### 28 липня
Зафіксовано обстріли з використанням FPV дронів (6 вибухів), артобстріли (16 вибухів), мінометний обстріл (5 вибухів).

### 29 липня
З території рф здійснено атаку громади FPV дронами (3 вибухи), обстріл з мінометів (11 вибухів).

### 30 липня
4 міни скинули росіяни на територію громади.

### 31 липня
Ворог бив з артилерії (18 вибухи), мінометів (4 вибухи) та завдав удари FPV дронами (2 вибухи).

### 1 серпня
З території рф здійснено атаку громади FPV дронами (4 вибухи), скидання ВОГ з БПЛА (1 вибух), обстріл з мінометів (3 вибухи).

### 2 серпня
Здійснено мінометний обстріл громади (1 вибух), атаки FPV дронами (4 вибухи), скидання вибухового пристрою з БпЛА (1 вибух).

### 3 серпня
Зафіксовано атаку FPV дронами (6 вибухів), скидання з БПЛА вибухового пристрою (4 вибухи), артобстріл (7 вибухів).

### 4 серпня
Зафіксовано атаку FPV дронами (1 вибух).

### 5 серпня
Відбулися скидання ВОГ з БпЛА (5 вибухів), удар FPV-дрона (2 вибухи), обстріл з мінометів (2 вибухи).

### 6 серпня
3 міни скинули росіяни на територію громади та нанесли удар дроном-FPV (1 вибух) та 4 удари зі ствольної артилерії.

### 8 серпня
Зафіксовано атаку FPV-дронів (4 вибухи) та авіаудар КАБ (3 вибухи).

### 9 серпня
росіяни скинули на громаду ВОГ з БпЛА (1 вибух).

### 10 серпня
Здійснено авіаудари КАБ (2 вибухи). Внаслідок ударів поранено 1 місцевого мешканця. Також були обстріли з мінометів (3 вибухи) та артилерії (6 вибухів).

### 11 серпня
Відбулися атака FPV-дронів (2 вибухи), обстріли з мінометів (22 вибухів).

### 12 серпня
Ворог бив по громаді з артилерії (6 вибухів), мінометів (4 вибухи). Також були авіаудар КАБ (2 вибухи), удар FPV дроном (1 вибух).

### 13 серпня
Близько першої години росіяни обстріляли місто Білопілля. Удари були з артилерії та КАБами. “Обійшлося без великих руйнувань та пошкоджені близько 10-ти житлових будинків та господарських будівель, де вибиті вікна, пошкоджені паркани, дахи та фасади”, - повідомив міський голова Білопілля Юрій Зарко. Зафіксовано 23 вибухи артилерійських ударів та 2 авіаудари КАБ.

### 14 серпня
Здійснено авіаудари КАБ (2 вибухи), обстріли з мінометів (15 вибухів), артилерії (3 вибухи), удари FPV дронами (5 вибухів).

### 15 серпня
По громаді здійснено удари FPV дронами (2 вибухи), артобстріл (8 вибухів), обстріл з мінометів (3 вибухи).

### 16 серпня
Зафіксовано удари FPV дронами (2 вибухи), обстріли з мінометів (12 вибухів), артилерії (5 вибухів).

### 17 серпня
По громаді завдано авіаударів КАБ (8 вибухів). Внаслідок авіаудару поранено 2 цивільні особи.

### 18 серпня
По громаді здійснено авіаудар КАБ (5 вибухів). Внаслідок авіаудару загинула 1 цивільна особа, поранено 3 цивільні особи (серед яких 11 річна дитина). Також був удар FPV дроном (1 вибух).

### 19 серпня
Відбулися скидання вибухових пристроїв з БпЛА (3 вибухи), авіаудар (КАБ) (1 вибух).

### 20 серпня
Ворог бив по громаді з артилерії (20 вибухів), мінометів (10 вибухів). Також були авіаудари КАБ (4 вибухи).

### 21 серпня
Були мінометні обстріли (8 вибухів), артобстріл (3 вибухи), обстріли FPV-дронами (3 вибухи).

### 22 серпня
10 мін скинули росіяни на територію громади. Також ворог бив з артилерії (3 вибухи), завдав авіаударів КАБ (3 вибухи), удару FPV-дроном (1 вибух).

### 24 серпня
росіяни вдарили по громаді з артилерії (4 вибухи), мінометів (7 вибухів). Також були авіаудари (КАБ) (5 вибухів).

### 25 серпня
Ворог бив по громаді з мінометів (48 вибухів), артилерії (2 вибухи), завдав авіаударів (КАБ) (11 вибухів) та обстрілу FPV-дронами (2 вибухи).

### 26 серпня
Ворог здійснив авіаудар КАБ по громаді (7 вибухів), внаслідок обстрілу п’ятеро цивільних людей отримали поранення, також росіяни били з міномета (2 вибухи) і ствольної артилерії (3 вибухи). “Є 6 поранених з осколковими ушкодженнями, є пошкодження будинків і транспортних засобів. Обстріляли критичну інфраструктуру. Також пошкоджене майно місцевої агрофірми”, — розповів міський голова Юрій Зарко. За його інформацією, у місті проблеми з мобільним зв’язком та інтернетом.

### 27 серпня
По громаді завдано авіаудар КАБ (7 вибухів).

### 28 серпня
Ворог здійснив авіаудар КАБ (13 вибухів), також росіяни били з міномета (4 вибухи), артилерії (12 вибухів), вдарили FPV-дроном (1 вибух).

### 29 серпня
Ворог здійснив авіаудар КАБ (7 вибухів), також росіяни били по громаді з міномета (10 вибухів), вдарили FPV-дроном (1 вибух). За процесуального керівництва Сумської окружної прокуратури проводиться досудове розслідування за фактом порушення законів та звичаїв війни (ч. 1 ст. 438 КК України). За даними обласної прокуратури, упродовж першої половини дня ворог скинув, за попередніми даними, три КАБи на житловий сектор м. Білопілля та фермерське господарство, що знаходиться на території Білопільської громади Сумського району.
Унаслідок атаки окупантів пошкоджено житлові будинки та майно фермера.

### 30 серпня
Ворог здійснив гранатометний обстріл (4 вибухи), удар FPV-дроном (1 вибух).

### 31 серпня
Російські окупаційні війська за добу випустили понад півсотні мін та снарядів по території трьох громад Сумської області. Про це повідомив керівник ОВА Сумщини Дмитро Живицький. Згідно зі словами Живицького, російська армія обстрілювала Білопільську та Шалигінську громади з мінометів. По території Краснопільської громади гатили зі ствольної артилерії. «Після 15 години у Білопільській громаді був мінометний обстріл, 28 приходів. У той же час росіяни 8 мін випустили по Шалигинській громаді. О 18 годині у Краснопільській громаді було 15 прильотів із ствольної артилерії», - йдеться у повідомленні.

### 1 вересня
Зафіксовано авіаудар КАБ (3 вибухи), також ворог бив з мінометів (15 вибухів).

### 2 вересня
Ворог здійснив пуск авіабомб КАБ (8 вибухів), внаслідок чого поранений цивільний місцевий житель, також росіяни обстріляли громаду з РСЗВ (35 вибухів), одна цивільна людина отримала поранення.